# Rajd Kormoran 1977

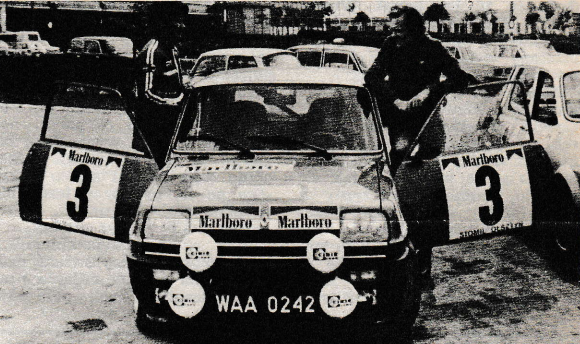
Jerzy Landsberg (po prawej) i Marek Muszyński jadąc samochodem Renault 5 Alpine zwyciężyli w Rajdzie Kormorana w roku 1977

10. Rajd Kormoran – 10. edycja Rajdu Kormoran. Był to rajd samochodowy rozgrywany od 13 do 14 maja 1977 roku. Była to trzecia runda Rajdowych Samochodowych Mistrzostw Polski w roku 1977. Rajd składał się z dwudziestu trzech odcinków specjalnych (cztery odcinki odwołano). Został rozegrany na nawierzchni asfaltowej i szutrowej. Zwycięzcą rajdu został Jerzy Landsberg. W czasie treningu przed rajdem doszło do tragicznego wypadku w którym zginął olsztyński kierowca Henryk Ziemski.

## Wyniki końcowe rajdu[1][2]
| Miejsce | Kierowca               | Pilot                 | Samochód                          | Czas    | Strata | Grupa Klasa |
| ------- | ---------------------- | --------------------- | --------------------------------- | ------- | ------ | ----------- |
| 1       | Jerzy Landsberg        | Marek Muszyński       | Renault 5 Alpine                  | 1:33:55 | -      | IV          |
| 2       | Maciej Stawowiak       | Jacek Lewandowski     | Polski Fiat 125p 1600 Monte Carlo | 1:34:26 | +0:31  | IV          |
| 3       | Marian Bublewicz       | Wiesław Grabarczyk    | Polski Fiat 125p 1500             | 1:35:31 | +1:36  | IV          |
| 4       | Włodzimierz Groblewski | Januariusz Czerwoniec | Polski Fiat 125p 1600 Monte Carlo | 1:35:34 | +1:39  | IV          |
| 5       | Błażej Krupa           | Piotr Mystkowski      | Renault 12 Gordini                | 1:36:43 | +2:48  | IV          |
| 6       | Marek Karczewski       | Stanisław Brzozowski  | Polski Fiat 125p 1500             | 1:41:04 | +7:09  | I/8         |
| 7       | Zdzisław Szafrański    | Henryk Pineles        | Renault 5 Alpine                  | 1:42:19 | +8:24  | II/8        |
| 8       | Bogdan Wozowicz        | Witold Wozowicz       | Polski Fiat 125p 1500             | 1:42:43 | +8:48  | I/8         |
| 9       | Janusz Książkiewicz    | Ireneusz Porada       | Polski Fiat 125p 1500             | 1:43:26 | +9:31  | I/8         |
| 10      | Adam Masłowiec         | Andrzej Białowąs      | Polski Fiat 125p 1500             | 1:44:02 | +10:07 | I/8         |